# Втора мароканска криза
Втората мароканска криза (на немски: Zweite Marokkokrise) наричана още и Агадирска криза (на френски: Coup d'Agadir) избухва през през април 1911 г. и се изразява в изостряне на международните отношения в резултат от окупацията от Франция на мароканския град Фес. 

## Развитие
Непосредствено преди окупацията, през април 1911 г. избухва въстание в околностите на тогавашната столица на Мароко – Фес. Използвайки повода, французите под предлог за възстановяване на реда и защитата на френските граждани през май 1911 г. окупират Фес.
Германската империя, която се чувства ощетена от разрешаването на предходната Танжерска криза от 1905-1906 г. изпраща в пристанището на южномароканския град Агадир на 1 юли 1911 г. малката германска канонерка „Пантера“, последвана от мощния крайцер „Берлин“. Германия обявява, че ще превърне града с пристанището в своя военноморска база в отговор на френската окупация на Фес, а де факто и на цяло Мароко. Този акт хвърля в смут френските власти изправяйки страната на ръба на военен конфликт с Германия.
Лойд Джордж по линия на Антантата прави изявление в подкрепа на френската окупация и срещу дръзкия германски акт. При това стечение на обстоятелствата, Германия е принудена да се оттегли от политиката на „пушечна дипломация“ и да сключи на 30 март 1912 г. т.нар. договор от Фес, по силата на който Франция получава правото на протекторат над Мароко, а Германия като компенсация за това придобива част от френско Конго (Нов Камерун, съвременна република Конго).